# Carlos Jiménez Mabarak
Carlos Jiménez Mabarak (født 31. januar 1916 i Tacuba - død 21. juni 1994 i Mexico City, Mexico) var en mexicansk komponist og lærer.
Mabarak studerede i Mexico City hos Silvestre Revueltas. Han tog senere til Europa og studerede i Brussel og Rom,
under bl.a. René Leibowitz.
Han er mest kendt for sin musik til film, men har skrevet 2 symfonier, orkesterværker, 2 operaer,
kammermusik etc.
Mabarak komponerede i spansk moderne seriel stil, med undertoner af elektronisk musik.
Han underviste bl.a. på National Conservatory i Mexico City (1942-1968).

## Udvalgte værker
- Symfoni nr. 1 (I tre satser) (1945) - for orkester
- Symfoni nr. 2 (I en sats) (1962) - for orkester
- "Masse på seks" (1962) - opera
- "Krigen" (1982) - opera
- "Balladen om månen og en hjort" (1947) - ballet
- "Balladen om fuglen og pigen" (1947) - ballet